# حقوق الإعاقة في المملكة المتحدة
حقوق ذوي الإعاقة في المملكة المتحدة تُختصر بـ DR UK، هي منظمة خيرية بريطانية شاملة للإعاقة، أنشئت بهدف تمثيل احتياجات وتطلعات ذوي الإعاقة في المملكة المتحدة. تأسست حقوق ذوي الإعاقة في المملكة المتحدة نتيجة اندماج عدة جمعيات خيرية تُعنى بالإعاقة في عام 2012.

## التاريخ
تأسست حقوق ذوي الإعاقة في المملكة المتحدة نتيجة توحيد تحالف الإعاقة، وحقوق الإعاقة، والمركز الوطني للمعيشة المستقلة في 1 يناير 2012. وقد تأسست منظمة حقوق الإعاقة في عام 1977 تحت اسم الرابطة الملكية للإعاقة والتأهيل (بالإنجليزية: Royal Association for Disability and Rehabilitation) وتعرف اختصارًا بـ RADAR.

## حول حقوق الإعاقة
كانت حقوق الإعاقة منظمة جامعة تهدف إلى العمل مع ذوي الإعاقة ومن أجلهم في المملكة المتحدة. وكان هدفها إزالة الحواجز الهيكلية والاقتصادية والمجتمعية. وقد نظمت الحملات وأصدرت بيانات سياسية وتقارير موجزة عن القضايا ذات الصلة، كما قدمت خدمات دعم للمنظمات الأعضاء فيها. اندمجت حقوق الإعاقة مع منظمتين أخريين لتشكيل حقوق ذوي الإعاقة في المملكة المتحدة عام 2012.

## الأنشطة

### الحملات
تنظم حقوق ذوي الإعاقة في المملكة المتحدة حملات حول عدد من القضايا، بما في ذلك المعيشة المستقلة والعمل والتعليم، وكذلك ضد جرائم الكراهية والتنمر والمواقف السلبية تجاه ذوي الإعاقة.

### المشورة والمعلومات
تقدم حقوق ذوي الإعاقة في المملكة المتحدة عدة خطوط هاتفية للإرشاد: خدمة للطلاب ذوي الإعاقة، وخدمة للإبلاغ عن التمييز ضد ذوي الإعاقة، ودعم في الميزانيات الشخصية، إضافة إلى تقديم المشورة بشأن حقوق الرعاية الاجتماعية للمنظمات الأعضاء. كما تنشر أوراق معلومات وأدلة حول قضايا تهم ذوي الإعاقة، مثل العمل والحصول على الرعاية الاجتماعية.

#### مفتاح حقوق الإعاقة

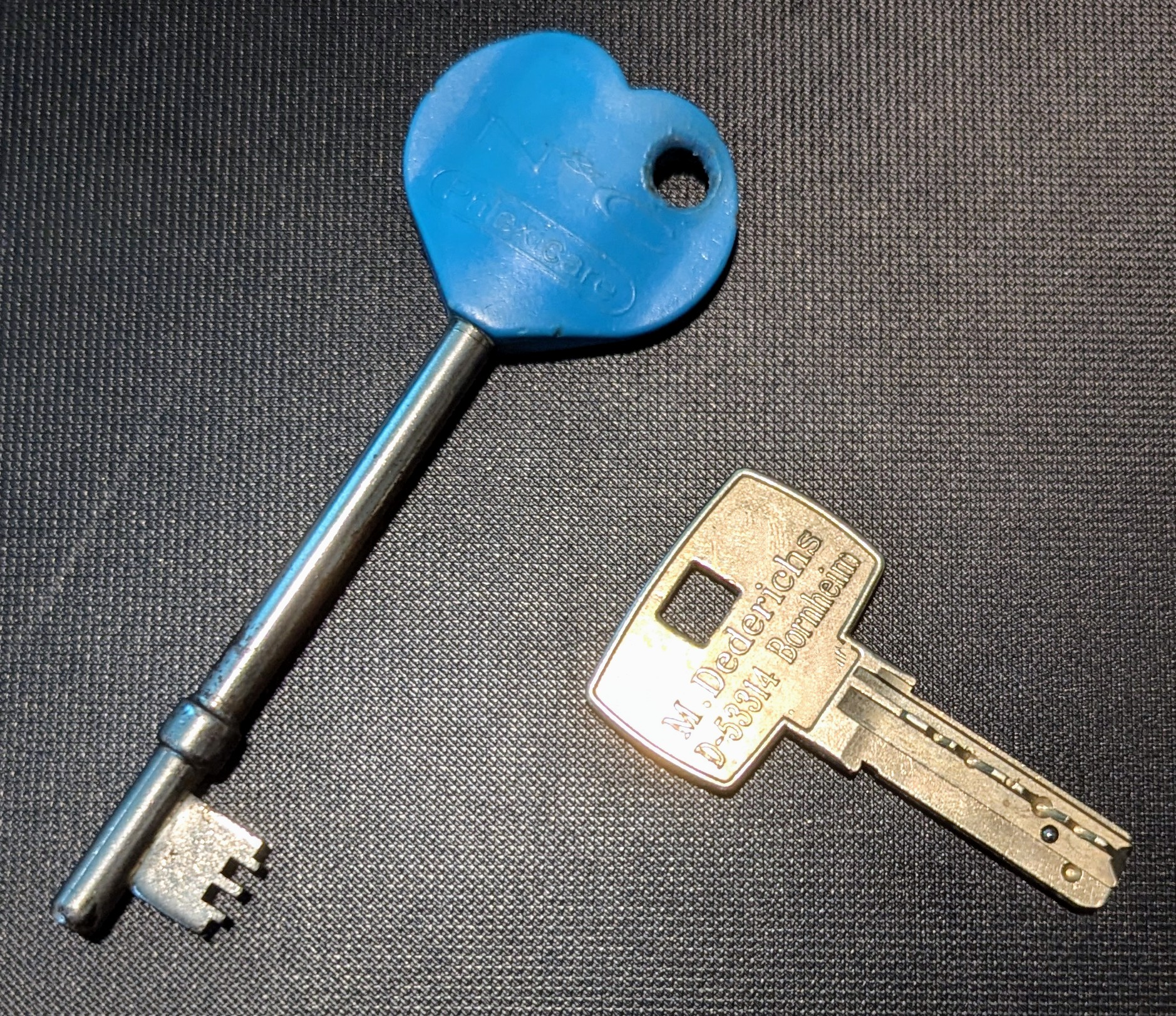
مفتاح حقوق الإعاقة (يسارًا)، بجانب نظيره المستخدم في المنطقة الناطقة بالألمانية (يمينًا)

يُعد البرنامج الوطني للمفاتيح (الذي كان يُعرف سابقًا ببرنامج مفتاح حقوق الإعاقة) نظام مفتاح عالمي يمكّن ذوي الإعاقة من الوصول إلى مرحاض سهل الوصول في المملكة المتحدة، ويهدف إلى منع سوء استخدام هذه المرافق وتخريبها. ولا تزال حقوق ذوي الإعاقة في المملكة المتحدة تُدير هذا النظام رسميًا بوصفها المنظمة الوريثة لحقوق الإعاقة. ويوجد ما لا يقل عن 9,000 مرحاض في المملكة المتحدة يمكن الوصول إليها باستخدام هذا المفتاح. وقد صُمم المفتاح بميزات عديدة –  مثل كبر حجمه –  لتمكين المستخدمين ذوي الإعاقات الجسدية من استخدامه بسهولة أكبر. ويمكن الحصول على المفاتيح من حقوق ذوي الإعاقة في المملكة المتحدة، أو من السلطات المحلية، أو عبر الإنترنت. وعلى عكس البائعين الآخرين، تُعاد جميع أرباح بيع المفاتيح من قبل حقوق ذوي الإعاقة في المملكة المتحدة لدعم الخدمات المقدمة للأشخاص ذوي الإعاقة.

## وصلات خارجية
- الموقع الرسمي